# 七衆
七衆（しちしゅ）とは、仏教を信奉する出家者も在家者も含む信徒全般の総称。

## 構成
以下の7種から成る。
- 比丘 - 男性出家者
- 比丘尼 - 女性出家者
- 式叉摩那 - 沙弥尼から比丘尼になるまでの2年間、六法戒を授けられている段階の女性。正学女。
- 沙弥 - 男子見習い僧
- 沙弥尼 - 女子見習い僧
- 優婆塞 - 男性在家信徒
- 優婆夷 - 女性在家信徒